# 浦口文治
浦口 文治（うらぐち ぶんじ、1872年3月21日（明治5年2月13日） - 1944年（昭和19年）3月8日）は、日本の英米文学者、教育者。同志社大学英文科教授、東京商科大学（現・一橋大学）教授、立教大学教授。

## 経歴
摂津三田藩（兵庫県三田市）出身。三田藩士の浦口長弘と千代の子として生まれる。12歳の時に神戸の川本恂蔵の家に寄宿し、キリスト教に感化を受けると、1884年（明治17年）に神戸教会において原田助（同志社第7代目社長）より受洗。
同志社普通学校に入学し、1890年（明治23年）に同志社を卒業。
その後、英文学を志し神戸、東京、仙台、函館を転々とする生活を送る。
1894年（明治27年）夏に神戸にいた際には、ウォルター・ウェストンの日本アルプス登山に、H.J.ハミルトン（日本聖公会中部教区初代主教）とともに通訳として同行し、日本アルプス連山の初登頂に成功する。
1897年（明治30年）に教員検定試験に合格し、旧制函館中学校の教員となる。1899年（明治32年）には熊本県立済々黌中学教員となり7年教えたのち、新潟県立長岡中学校に転じて教頭に就任し、次男・浦口健二（東京大学医学部教授）も生まれた。
1906年（明治39年）に長岡での職務を辞して上京すると、英文科が新設されたばかりの日本女子大学校と慶應義塾大学部理財科の講師となる。慶応では翌1907年（明治40年）まで英語を教えた。
1908年（明治41年）、総督府民政局長後藤新平の要請により台湾に赴任。
1912年（明治45年）4月、専門学校令による同志社大学の発足と共に英文科主任教授に就任。米国へ留学し、ハーバード大学で英文学を専攻したのち、1915年（大正4年）に帰国。
しかし同志社騒動の渦中で1918年（大正7年）退職。同年、神田乃武の斡旋から東京商科大学（現・一橋大学）の教授に就いて英語教育に努め、1929年（昭和4年）には立教大学文学部教授に就任し、英文科において英文学を講じた。

## 著書
- 『新訳ハムレット』